# Homonoides euryplaca
Homonoides euryplaca är en fjärilsart som beskrevs av Edward Meyrick 1933. Homonoides euryplaca ingår i släktet Homonoides och familjen vecklare. Inga underarter finns listade i Catalogue of Life.